# Sanam Luang

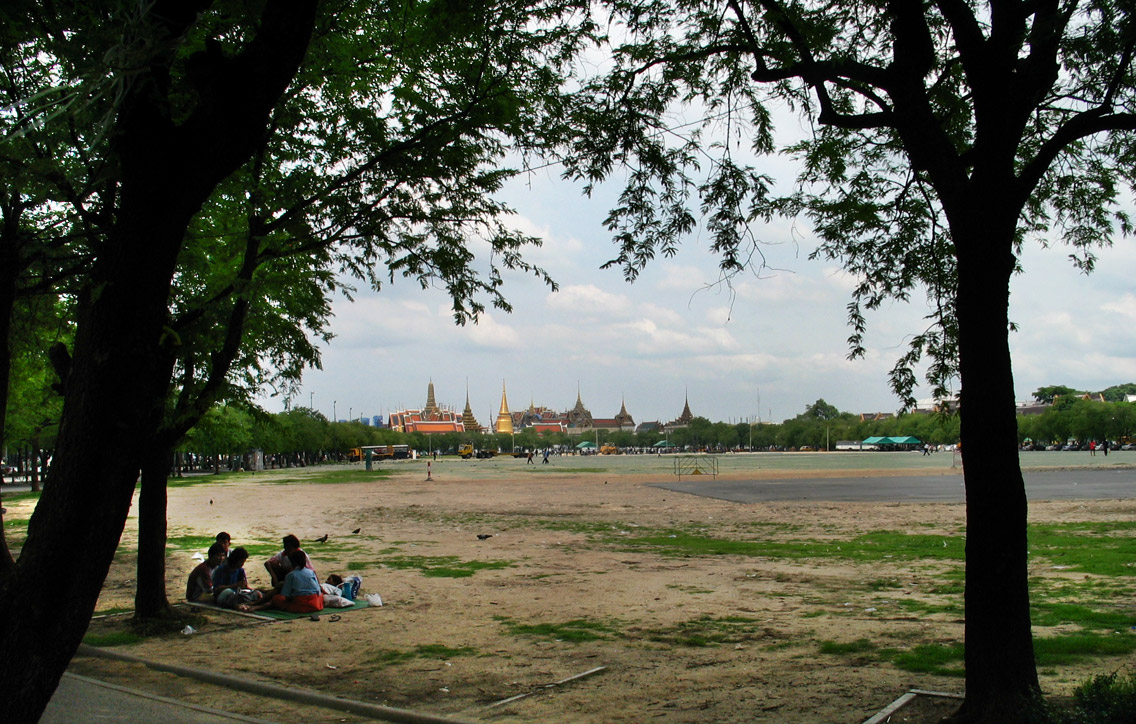
Abends am Sanam Luang, im Hintergrund der Wat Phra Kaeo

Sanam Luang (Thai: สนามหลวง, Aussprache: [sànăːm lŭaŋ]) ist eine offene Esplanade, welche sich im Bezirk Phra Nakhon, dem historischen Stadtzentrum von Bangkok, der Hauptstadt von Thailand, befindet. Er liegt gegenüber dem alten Königspalast mit dem Wat Phra Kaeo.
Im älteren Sprachgebrauch wird er oft als Thung Phra Men (Thai: ทุ่งพระเมรุ), oder englisch als Pramane Ground, bezeichnet. Diese Bezeichnung stammt aus der Vergangenheit, als hier noch die Einäscherungs-Zeremonien beim Tod von Mitgliedern der königlichen Familie stattfanden. König Mongkut (Rama IV.) änderte 1855 den Namen in Thong Sanam Luang (Thai: ท้องสนามหลวง), im täglichen Sprachgebrauch wurde er jedoch auf Sanam Luang gekürzt.

## Geschichte

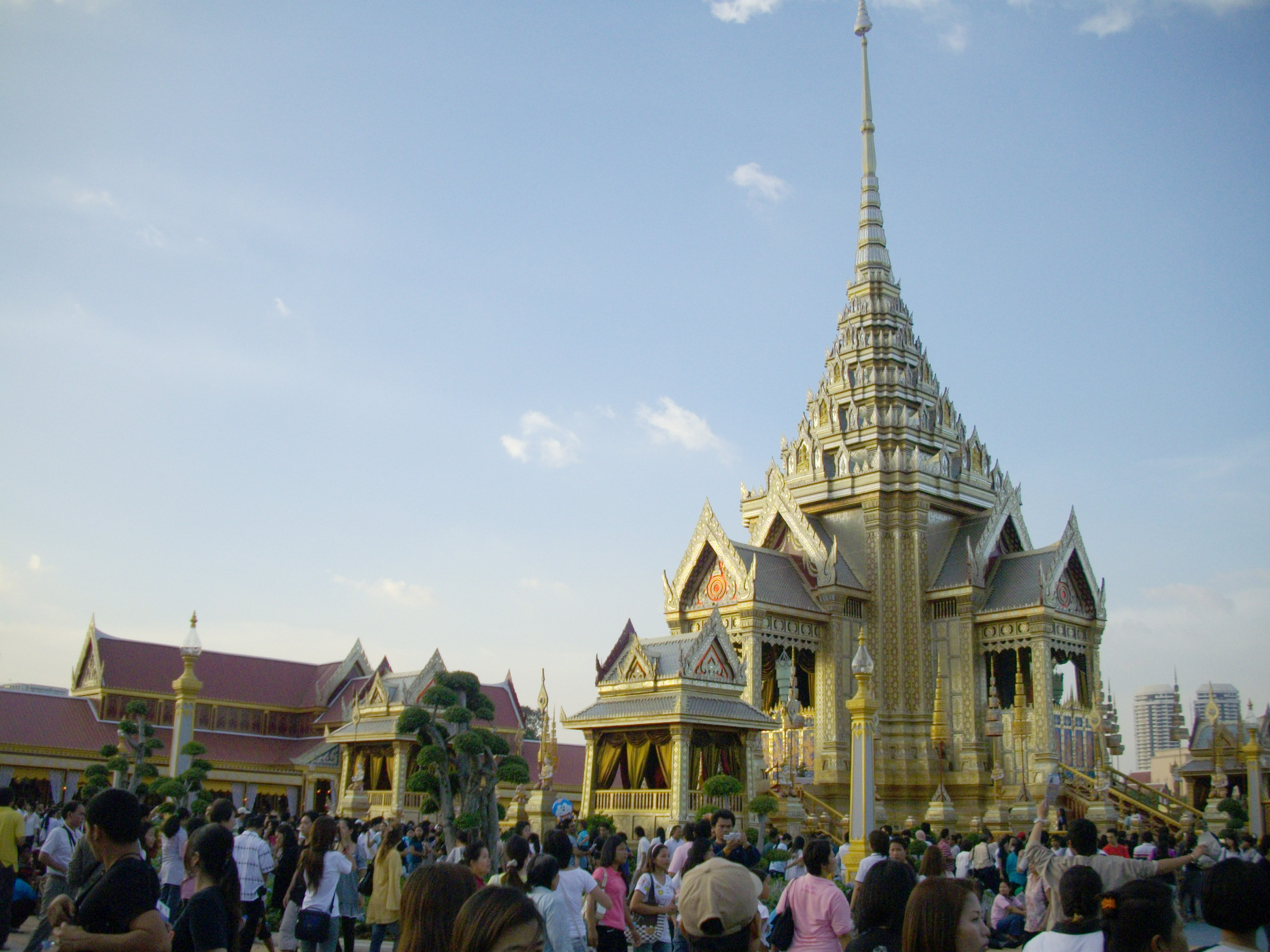
Das Königliche Krematorium von Prinzessin Galyani auf dem Sanam Luang

Der Sanam Luang existiert seit der Gründung Bangkoks durch König Phutthayotfa Chulalok (Rama I.). Zunächst wurden hier zu den Einäscherungszeremonien der Könige und Königinnen sowie der Uparat („Zweiter König“) großartige Gebäude gebaut, die an den Berg Meru, das Zentrum des buddhistischen Weltbildes, erinnern sollten. Die letzten Kremationen, die hier stattfanden, waren die der Königin von König Prajadhipok Rambhai Barni im Jahr 1986 und im Jahr 1997 die von Phra Srinagarindra Boromarajachondeni, der Mutter von König Bhumibol Adulyadej, die vom Volk liebevoll „Mae Fah Luang“ genannt wurde. Im November 2008 wurde an der gleichen Stelle Prinzessin Galyani Vadhana, die Schwester von König Bhumibol beigesetzt.
In der Regierungs-Zeit von König Phra Nangklao (Rama III.) wurde zur Demonstration gegenüber gegnerischen Nachbarländern auf dem Sanam Luang Reis angebaut.
Seit der Regierungszeit von König Mongkut (Rama IV.) wird hier eine brahmanische Fruchtbarkeitszeremonie, die Zeremonie des Ersten Pflügens (Thai พระราชพิธี พืชมงคล จรดพระนังคัล แรกนาขวัญ) durchgeführt, zu der der König anwesend sein muss. Die Hof-Brahmanen versuchen durch das Verhalten von besonders ausgesuchten Bullen den Ertrag der Reisernte vorauszusagen.
König Chulalongkorn (Rama V.) vergrößerte den Sanam Luang, indem er Gebäude, Mauern und Befestigungen abreißen ließ, die ehemals zum Wang Na (Vorderer Palast) gehörten, dem Palast des Uparat („Zweiter König“). Auch stellte er den Reisanbau ein und umgab den Platz mit zwei Reihen von Tamarinden-Bäumen. Grund waren die Vorbereitungen der Feiern zum 100. Jahrestages der Gründung von Bangkok im Jahre 1897, die auf dem Sanam Luang abgehalten werden sollten. Die Feiern fanden dann nach der Rückkehr des Königs von seiner Reise durch Europa statt. Gleichzeitig wurde der 50. Geburtstag des Königs gefeiert.
1934 wurde an dieser Stelle das erste Spiele des Chula-Thammasat-Fußballspiels ausgetragen. Es ist ein jährlich stattfindendes traditionsreiches Spiel zwischen der Chulalongkorn-Universität und der Thammasat-Universität.
Bis Ende der 1970er Jahre wurde jedes Wochenende hier der Wochenend-Markt abgehalten. Heute hat dieser Markt ein eigenes Gelände im Nordosten der Stadt, er wird jetzt Chatuchak-Markt genannt.
Am 6. Oktober 1976 verübten Polizei und rechtsextreme Bürgerwehren auf dem Sanam Luang und an der Thammasat-Universität ein Massaker an protestierenden Studenten und Demokratieaktivisten. Nach offiziellen Angaben starben dabei 46 Menschen. Im Mai 1992 war der Sanam Luang erneut Schauplatz von regierungskritischen Massenprotesten, die in den sogenannten Schwarzen Mai mündeten.

## Wichtige Gebäude am Sanam Luang
Am Sanam Luang befinden sich heute zahlreiche historische Gebäude. So z. B. von Süden im Uhrzeigersinn:
Südseite
- Großer Palast mit dem Wat Phra Kaeo

Westseite

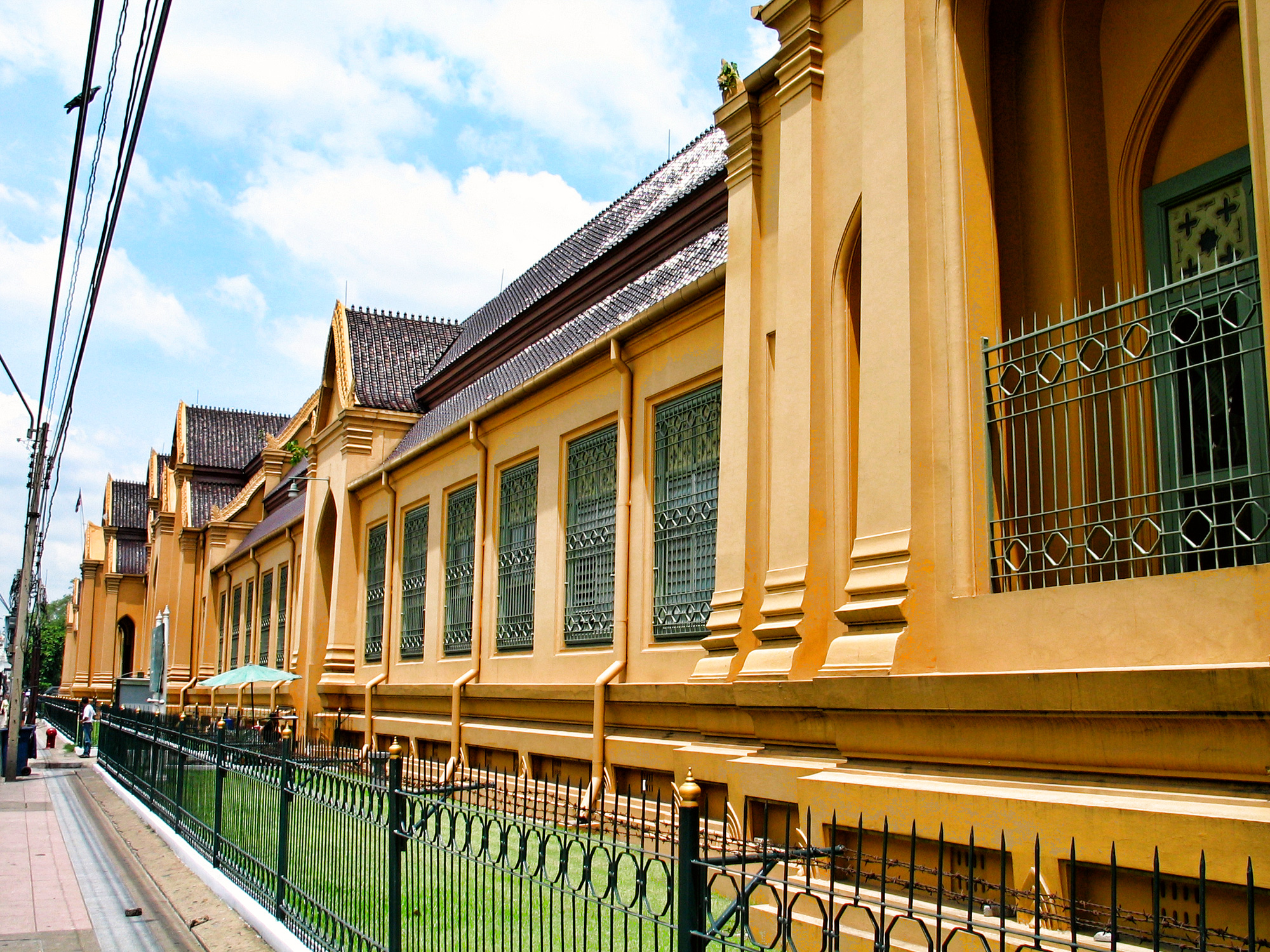
Thawon-Watthu-Gebäude

- Silpakorn-Universität, gegründet 1933 von dem italienischen Bildhauer Corrado Ferroci (Silpa Bhirasri); auf dem Gebiet der heutigen Universität befanden sich ursprünglich drei Prinzen-Paläste, darunter der Wang Tha Phra.
- Fine Arts Department
- Thawon-Watthu-Gebäude – entworfen im Auftrag von König Chulalongkorn (Rama V.) von Prinz Naris zunächst für die Kremation von Kronprinz Chaofah Maha Wachirunnahit, später „Vajiravudh-Bibliothek“, seit 1977 „Nationales Antikes Gebäude“. Beherbergt seit 2010 die König-Chulalongkorn-Gedenkausstellung
- Wat Mahathat – einer der ältesten Tempel von Bangkok, er wird bereits vor der Gründung 1782 erwähnt
- Mahachulalongkornrajavidyalaya-Universität, buddhistische Universität im Wat Mahathat
- Thammasat-Universität, Teil des ehemaligen „Vorderpalastes“ (Wang Na) des Uparat (Zweiter König)
- Das Nationalmuseum Bangkok, ein weiterer Teil des Palastes des Uparat

Nordseite

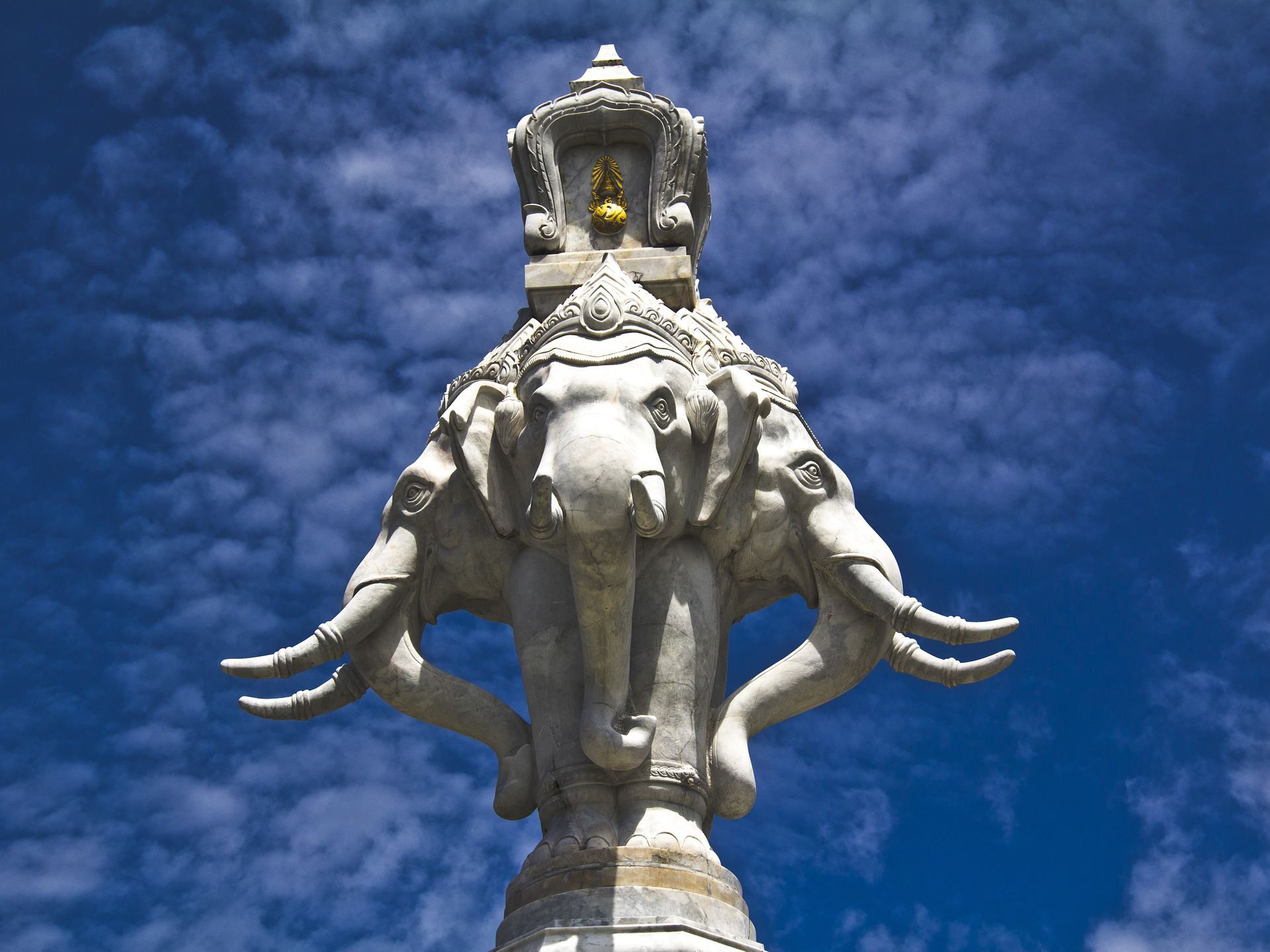
Erawan-Statue am Sanam Luang

- Das Nationaltheater, ebenfalls auf dem Gelände des Palastes des Uparat
- Denkmal für die thailändischen Freiwilligen im Ersten Weltkrieg
- Die Nationalgalerie, erbaut in der Regierungszeit von König Chulalongkorn (Rama V.) als Königliche Münzprägeanstalt, fertiggestellt im Jahre 1902; 1977 als Kunst-Galerie des National-Museums neu eröffnet.
- Erawan-Statue

Ostseite
- Die U-Toktan-Statue der Erdgöttin Phra Mae Thorani
- Das Justizministerium
- Der Oberste Gerichtshof
- Der Lak Müang („Stadtsäule“ oder „Nabel der Stadt“), das symbolisch-spirituelle Zentrum Bangkoks und damit ganz Thailands.

## Heutige Nutzung

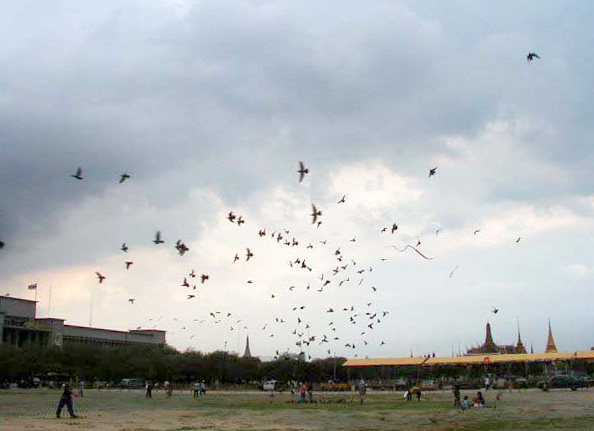
Der Sanam Luang

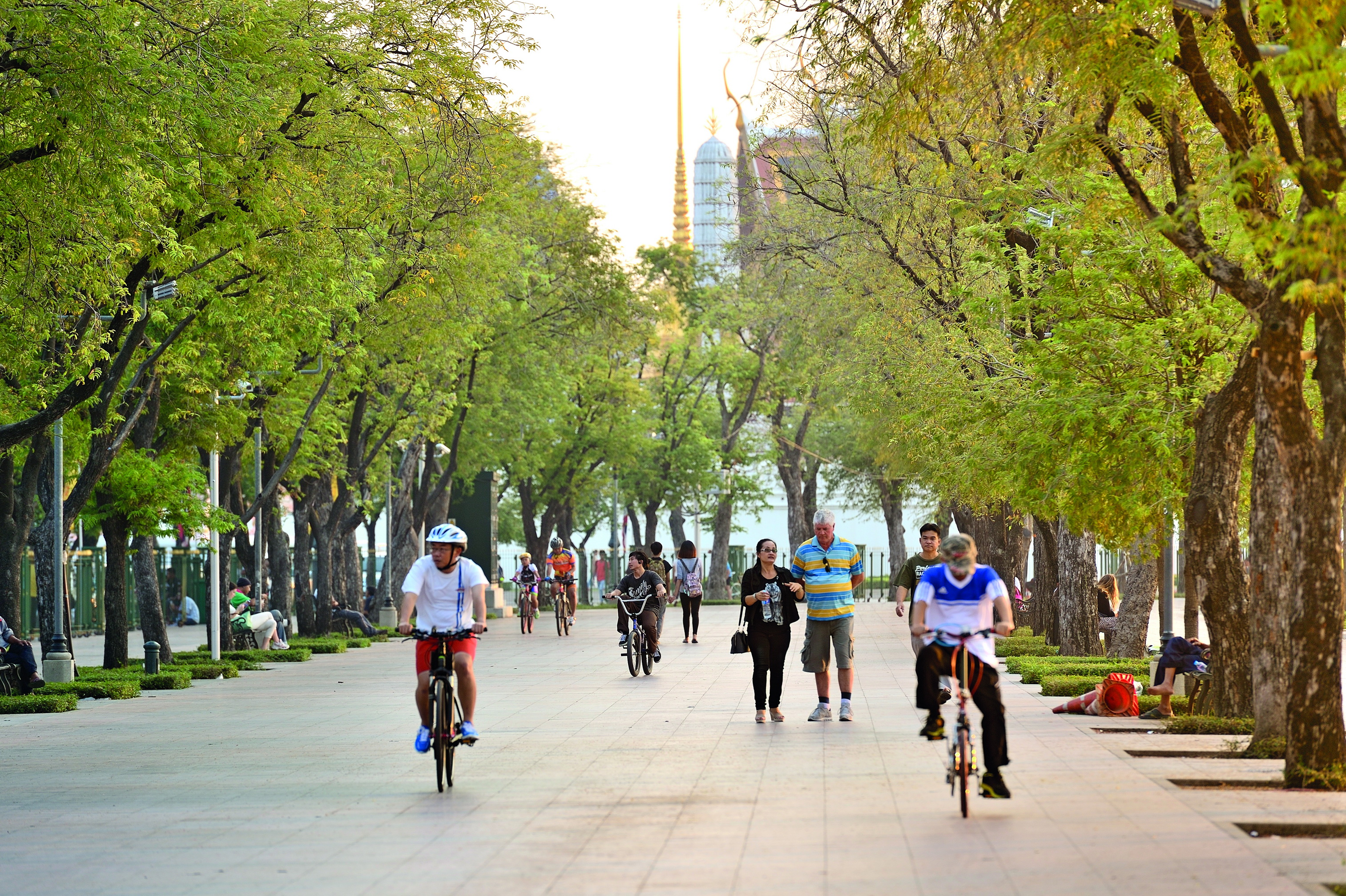
Promenade, die rund um den Sanam Luang führt

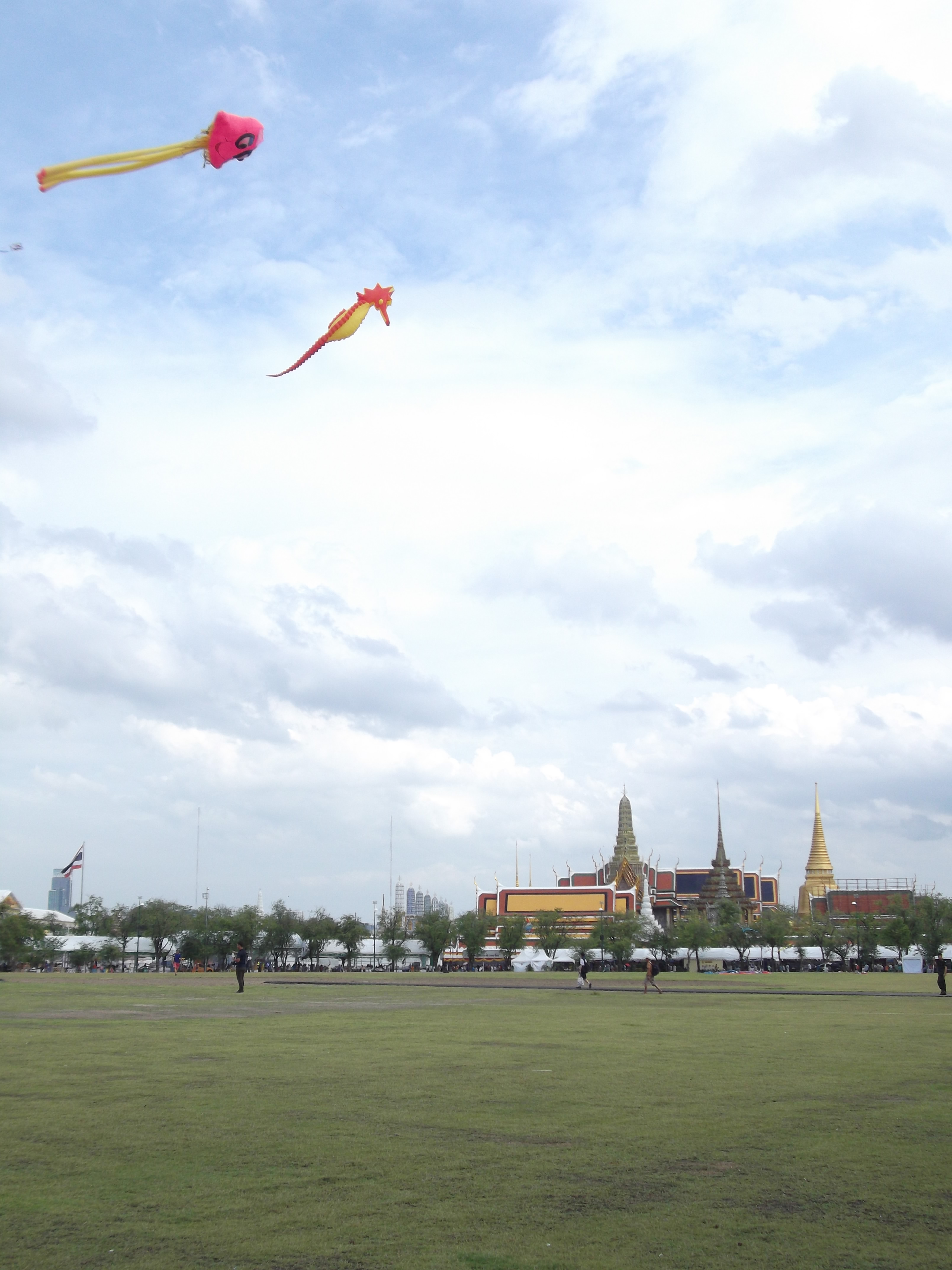
Drachensteigen auf dem Sanam Luang

Eine beliebte Freizeitbeschäftigung auf dem Sanam Luang ist das Drachen-steigen-lassen, welches zur Monsunzeit auch von jedem Dorf im Land veranstaltet wird. Diese Tradition hat wohl ihren Ursprung in Indien, sie wurde schon im Königreich Sukhothai durchgeführt. Auch La Loubère, französischer Gesandter 1687 in Ayutthaya, erzählt wie sich Könige und „Mandarine“ gegenseitig zu übertreffen suchten. Der Wettbewerb entspinnt sich zwischen einem Paar aus Bambus-Stangen und Papier hergestellten Drachen, einem „männlichen Drachen“ und einem „weiblichen Drachen“. Gewonnen hat derjenige, der den anderen durch geschickte Flugmanöver zuerst zum Landen zwingen kann.
Zu vielen buddhistischen Feiertagen, z. B. an Wisakha Bucha (Thai: วันวิสาขบูชา) oder auch zu Songkran, wird die Kopie des nach dem Jadebuddha im Wat Phra Kaeo zweitwichtigste religiöse Symbole der Stadt, der sogenannte „Singhalesische Buddha“ Phra Phuttha Sihing aus der Phutthaisawan Kapelle im Nationalmuseum, dem früheren „Vorderen Palast“ des Nebenkönigs, in einer Prozession auf dem Sanam Luang gezeigt. Im Jahr 2011 fanden diese Zeremonien wegen der Bauarbeiten auf dem Sanam Luang jedoch vor dem Rathaus statt.
Der verstorbene König Bhumibol Adulyadej nutzte den Sanam Luang alljährlich am 11. März zur Pflüge-Zeremonie. Voraussichtlich übernehmen nun seine Familienmitglieder dort die Repräsentationsaufgaben. Zum Geburtstag des Königs am 5. Dezember gibt es eine Feier (Thai: พระราชพิธีกาญจนาภิเษก), zu der die Bürger auf dem Sanam Luang eingeladen sind.
Eine weitere Zeremonie war im Jahr 1982 die 200-Jahr-Feier zur Wiederkehr des Tages der Erhebung des bereits jahrhundertealten Bangkok zur neuen Hauptstadt durch Thong Duan, der sich 1782 als erster König der Chakkri-Dynastie auf den Thron gepuscht hatte (Thai: พระราชพิธีฉลองกรุงรัตนโกสินทร์ครบ 200 ปี).
Das Fine Arts Department (etwa: Kultusministerium) hat 1977 den Sanam Luang in seine Liste Historical Sites aufgenommen, was am 13. Dezember 1977 im Royal Decree (Book 94 Part 126) öffentlich bekannt gegeben wurde.
Der Sanam Luang wird seit 2010 einer gründlichen Renovierung unterzogen und ist inzwischen mit Überwachungskameras und einem Zaun versehen worden. Auf diese Weise will man das Problem der Landstreicher und illegalen Verkäufer in den Griff bekommen, die den Platz und angrenzende Gebiete zuletzt in eine wenig ansehnliche und teilweise streng riechende Abfalllagerstätte verwandelt hatten.
Die Arbeiten auf dem Sanam Luang führten ausschließlich Bautrupps der Armee durch, die bei ihren Arbeiten auch die umliegenden Fußgängerwege absperrten, sogar an den Bushaltestellen, so dass Fußgänger dort teilweise nur unter Lebensgefahr die öffentlichen Verkehrsmittel nutzen konnten. Offiziellen Angaben zufolge war die Renovierung ohnehin vorgesehen, die königlichen Beerdigungszeremonien, die grundsätzlich auf dem Sanam Luang stattfinden, werden wegen des betagten und seit Jahren kranken derzeitigen Königs offiziell nirgends erwähnt.
Teile des Sanam Luang waren im Januar 2012 fertiggestellt, aber nur noch tagsüber für die Bürger geöffnet.